# Carleton Sprague Smith
Carleton Sprague Smith (1905-1994) fue un musicólogo y americanista estadounidense.

## Biografía
Nacido en Manhattan en 1905, fue fundador de la Music Library Association y realizó numerosos viajes a Sudamérica  para el estudio de su patrimonio musical. En 1991 apareció publicado en su honor el libro Libraries, History, Diplomacy, and the Performing Arts: Essays in Honor of Carleton Sprague Smith. Falleció en Washington (estado de Connecticut) el 19 de septiembre de 1994.